# 李志賢
李志賢(イ ジヒョン、이지현、1992年9月30日 - ）は、韓国の囲碁棋士。大邱市出身、張秀英道場門下、韓国棋院所属、九段。マキシムコーヒー杯入神連勝最強戦優勝2回、LG杯世界棋王戦ベスト4など。

## 経歴
2003年大韓生命杯子供国手戦優勝。2004年韓国棋院院生となる。2009年BCカード杯世界囲碁選手権にアマチュアとして出場し、ベスト32進出。2010年初段。2011年二段、バッカス杯天元戦ベスト4。2012年三段、名人戦ベスト8。2013年四段。2014年Let's Run PARK杯オープントーナメントベスト4。
2015年五段、LG杯ベスト16、国手戦ベスト4、LetsRunPark杯ベスト4。2016年六段。2018年七段、竜星戦ベスト4、国手山脈国内プロトーナメント戦に優勝し九段昇段。2019年囲碁TV杯マスターズベスト4、真貯蓄銀行杯プロ・アマオープン戦ベスト4。2020年マキシムコーヒー杯入神連勝最強戦決勝三番勝負で申旻埈を2-1で破って優勝。2024年LG杯でベスト4。2025年マキシムコーヒー杯で2回目の優勝。
2011年から韓国囲碁リーグ出場。2014-18年中国乙級リーグ出場、2022年には甲級リーグ出場。韓国囲碁棋士ランキングでは2011年に17位。2013年10位、2019年9位、2025年4月4位。

### タイトル歴
- 国手山脈国内プロトーナメント戦 2018年
- マキシムコーヒー杯入神連勝最強戦 2020、2025年

### 他の棋歴
国際棋戦
- LG杯世界棋王戦 2024年ベスト4、2015年ベスト16
- 招商地産杯中韓囲棋団体対抗戦
  - 2012年 0-1（×彭立尭）
  - 2014年 0-2（×唐韋星、×羋昱廷）
- おかげ杯国際新鋭対抗戦 2015、18、19年優勝、2016年準優勝
- IMSA世界マスターズ選手権戦 2019年男子団体戦準優勝（4-1）

国内棋戦など
- マキシムコーヒー杯入神最強戦 2021年準優勝
- 名人戦 2024年準優勝
- YK建機杯リーグ 2022年7位
- 韓国囲碁リーグ
  - 2011年（嶺南日報）
  - 2012年（T-broad）
  - 2013年（T-broad）10-4
  - 2014年（CJ E&M）8-6
  - 2015年（CJ E&M）6-8
  - 2016年（BGFリテールCU）9-4
  - 2017年（BGFリテールCU）10-6
  - 2018年（新案天日塩）4-9
  - 2019-20年（秀麗韓陜川）10-6
  - 2022-23年（ウォンイク）9-10
  - 2023-24年（ウォンイク）8-7
  - 2024-25年（ウォンイク）9-4
- 中国囲棋甲級・乙級リーグ戦
  - 2014年乙級（北京奕友囲棋文化伝搬有限責任公司/安徽寧国市政）
  - 2015年乙級（広州広日）3-4
  - 2016年乙級（上海建橋学院）5-3
  - 2017年乙級（江西新晶鈦業）5-3
  - 2018年乙級（拉薩棋院）4-4
  - 2022年甲級（開封奕教）3-8
  - 2023年乙級（開封奕教）6-2